# Reserva Extrativista Prainha do Canto Verde
A Reserva Extrativista Prainha do Canto Verde é uma unidade de conservação federal do Brasil categorizada como reserva extrativista e criada por Decreto Presidencial em 05 de junho de 2009 numa área de 29.794 hectares no município de Beberibe no estado do Ceará.